# Cắt nhỏ họng trắng
Cắt nhỏ họng trắng hay cắt nhỏ hông trắng (danh pháp khoa học: Neohierax insignis) là một loài chim trong họ Falconidae.
Cho tới năm 2015 nói chung người ta coi nó thuộc về chi Polihierax với danh pháp Polihierax insignis. Fuchs et al. (2015) phát hiện ra rằng hai loài Polihierax không có quan hệ họ hàng gần, với cắt lùn châu Phi (Polihierax semitorquatus) có quan hệ họ hàng gần với Microhierax còn cắt nhỏ họng trắng có quan hệ họ hàng gần với các loài Falco hơn. Như thế, để đảm bảo tính đơn ngành thì tốt nhất nên đặt cắt nhỏ họng trắng trong chi đơn loài Neohierax (Swann, 1922), với danh pháp tương ứng được đổi thành Neohierax insignis.